# A Division 1923-1924 (Irlanda)
La stagione 1923-1924 è stata la terza edizione della League of Ireland, massimo livello del campionato di calcio irlandese.

## Classifica finale
|  | Pos. | Squadra          | Pt | G  | V  | N | P  | GF | GS | DR  |
|  | ---- | ---------------- | -- | -- | -- | - | -- | -- | -- | --- |
|  | 1.   | Bohemians        | 32 | 18 | 16 | 0 | 2  | 56 | 20 | +36 |
|  | 2.   | Shelbourne       | 28 | 18 | 13 | 2 | 3  | 55 | 21 | +34 |
|  | 3.   | Jacobs           | 24 | 18 | 11 | 2 | 5  | 36 | 21 | +15 |
|  | 4.   | Athlone Town     | 21 | 18 | 8  | 5 | 5  | 34 | 24 | +10 |
|  | 5.   | St. James's Gate | 20 | 18 | 9  | 2 | 7  | 38 | 27 | +11 |
|  | 6.   | Shelbourne Utd.  | 19 | 18 | 8  | 3 | 7  | 30 | 31 | -1  |
|  | 7.   | Shamrock Rovers  | 17 | 18 | 7  | 3 | 8  | 35 | 32 | +3  |
|  | 8.   | Brooklyn         | 10 | 18 | 4  | 2 | 12 | 23 | 37 | -14 |
|  | 9.   | Pioneers         | 5  | 18 | 2  | 1 | 15 | 15 | 60 | -45 |
|  | 10.  | Midland Athletic | 4  | 18 | 2  | 0 | 16 | 13 | 62 | -49 |

Legenda:

         Campione d'Irlanda.
         Ritirata dal campionato.
Note:
Due punti a vittoria, uno a pareggio, zero a sconfitta.

## Statistiche

### Primati stagionali
| Record - Maggior numero di vittorie: Bohemians (16) - Minor numero di sconfitte: Bohemians (2) - Miglior attacco: Bohemians (56) - Miglior difesa: Bohemians (20) - Miglior differenza reti: Bohemians (+36) - Maggior numero di pareggi: Athlone Town (5) - Minor numero di vittorie: Pioneers e Midland Athletic (2) - Maggior numero di sconfitte: Bohemians (16) - Peggiore attacco: Midland Athletic (13) - Peggior difesa: Midland Athletic (62) - Peggior differenza reti: Midland Athletic (-49) |

### Classifica marcatori
| Gol |  |  | Giocatore        | Squadra    |
| --- |  |  | ---------------- | ---------- |
| 20  |  |  | Dave Roberts     | Bohemians  |
| 12  |  |  | Christy Robinson | Bohemians  |
| 12  |  |  | Frank Rushe      | Shelbourne |